# 太田雅音
太田 雅音（おおた まさね、1985年1月28日 - ）は、日本のヴァイオリニスト、指揮者。大阪府出身。

## 人物・経歴

### 生い立ちと教育
両親共に音楽家の家庭に生まれ、3歳よりヴァイオリンを始めた。大阪時代の工藤千博、小栗まち絵同門生には長原幸太、神尾真由子、木嶋真優などがいる。幼少の頃より数々のコンクールで優勝、入賞。東京藝術大学附属高校を経て東京藝術大学卒業。藝大学生時には堀正文に師事した。

### ヴァイオリニストとして
小澤征爾音楽塾、アルゲリッチ音楽祭、東京藝術大学チェンバーオーケストラなどでコンサートマスターを務め、数々の音楽祭、演奏会に出演。2006年4月、東京藝術大学在学中21歳にして日本センチュリー交響楽団のコンサートマスターに就任、2011年3月まで務める。サイトウキネンオーケストラ(小澤征爾指揮)、東京オペラの森 (R.ムーティ指揮)のメンバーとしても活躍した。

### 指揮者として
2007年より2014年までロームミュージックファンデーション指揮セミナーの受講をきっかけに指揮の勉強を始める。当指揮セミナー内のマスタークラスにおいて京都市交響楽団を指揮する。小澤征爾、湯浅勇治、三ツ石潤司の各氏の指導を受け、小澤氏により指揮研修生に選ばれ、氏の特別レッスン、マスタークラスを受講、サイトウキネンフェスティバルにおいてはアシスタント指揮者を務めた。
2010年秋より拠点をドイツに移し本格的に指揮者に転向、ミュンヘン、ドレスデンにて研鑽を積んだ。クリスティアン ティーレマン氏に認められ、氏のリハーサル、演奏会を聴講。ティーレマン氏が音楽監督、首席指揮者を務めたミュンヘンフィルハーモニー管弦楽団、シュターツカペレ ドレスデン(ドレスデン国立管弦楽団)の楽団員とは親交も熱く公私ともに影響を受けている。
2012年9月ドレスデン音楽大学大学院指揮科に入学、ゲオルグ クリストフ ザンドマン教授に師事。2014年修了。卒業論文は「ブルックナーの交響曲における和声と転調について」。
2017年ルーマニアで行われた第8回ブカレスト国際指揮者コンクールにおいて3位を受賞。これを機にヨーロッパでの指揮活動を本格的に開始する。2021年ハンガリーで行われた第3回アンタル ドラティ国際指揮者コンクールにおいてファイナリスト2名に次ぐセミファイナリスト最優秀者として特別賞を受賞。
日本国内においては広島交響楽団、京都市交響楽団、兵庫芸術文化センター管弦楽団、日本センチュリー交響楽団、神奈川フィルハーモニー管弦楽団、九州交響楽団、静岡交響楽団を指揮、また「題名のない音楽会」において東京フィルハーモニー交響楽団、東京シティ・フィルハーモニック管弦楽団を指揮する。
2015年10月には兵庫県立芸術文化センター管弦楽団の定期公演においてダニエル ハーディング氏のアシスタント指揮者を務めると共に氏のマスタークラスを受講、12月にはマキシム ヴェンゲーロフ氏と共演した。
2018-19年シーズンにはルーマニアのヤシ フィルハーモニックオーケストラ、 バナトゥル フィルハーモニックオーケストラの主催公演への客演、また2019年4月にはポーランドのカルパティアフィルハーモニー交響楽団と(ブラームスの悲劇的序曲、シューベルトの未完成交響曲、ベートーヴェンの交響曲3番「英雄」) 共にウィーン楽友協会大ホールにおいてウィーンデビューを果たした。
2019-20年シーズンにはトルコのビルケント交響楽団でデビュー。
2025年4月より株式会社パシフィック・コンサート・マネジメント所属アーティスト。

## 受賞歴
- 2012年ポーランドで行われた第9回フィッテルベルク国際指揮者コンクール セミファイナリスト、最優秀日本人指揮者賞受賞。
- 2017年ルーマニアで行われた第8回ブカレスト国際指揮者コンクールにおいて3位を受賞[6]
- 2021年ハンガリーで行われた第3回アンタル ドラティ国際指揮者コンクールにおいてファイナリスト2名に次ぐセミファイナリスト最優秀者として特別賞を受賞
- 2023年トルコのアダナで行われた第１回フェリト・チュジュン国際指揮者コンクールにおいて第３位を受賞